# Антеньяте
Антенья́те (итал. Antegnate) — город в Италии, расположен в регионе Ломбардия, подчинён административному центру Бергамо (провинция).
Население составляет 2365 человек, плотность населения — 246 чел./км². Занимает площадь 9,6 км². Почтовый индекс — 24051. Телефонный код — 00363.
Покровителем коммуны почитается святой архангел Михаил, празднование 29 сентября.